# Villa Georgina
La villa Georgina est une voie située dans le quartier Saint-Fargeau du 20e arrondissement de Paris, en France.

## Situation et accès
La villa Georgina est une voie publique située dans le 20e arrondissement de Paris. Elle débute au 9, rue Taclet et se termine au 36, rue de la Duée.
Voie piétonne pavée, elle donne accès à de petites maisons individuelles.
La villa Georgina est desservie à proximité par la ligne 3 bis à la station Saint-Fargeau et par la 11 à la station Télégraphe.

## Origine du nom
La rue tire son nom du prénom de la fille d'un ancien  propriétaire local.

## Historique
Cette voie est ouverte sous sa dénomination actuelle en 1892. Il s'agit à l'origine d'une résidence fermée.

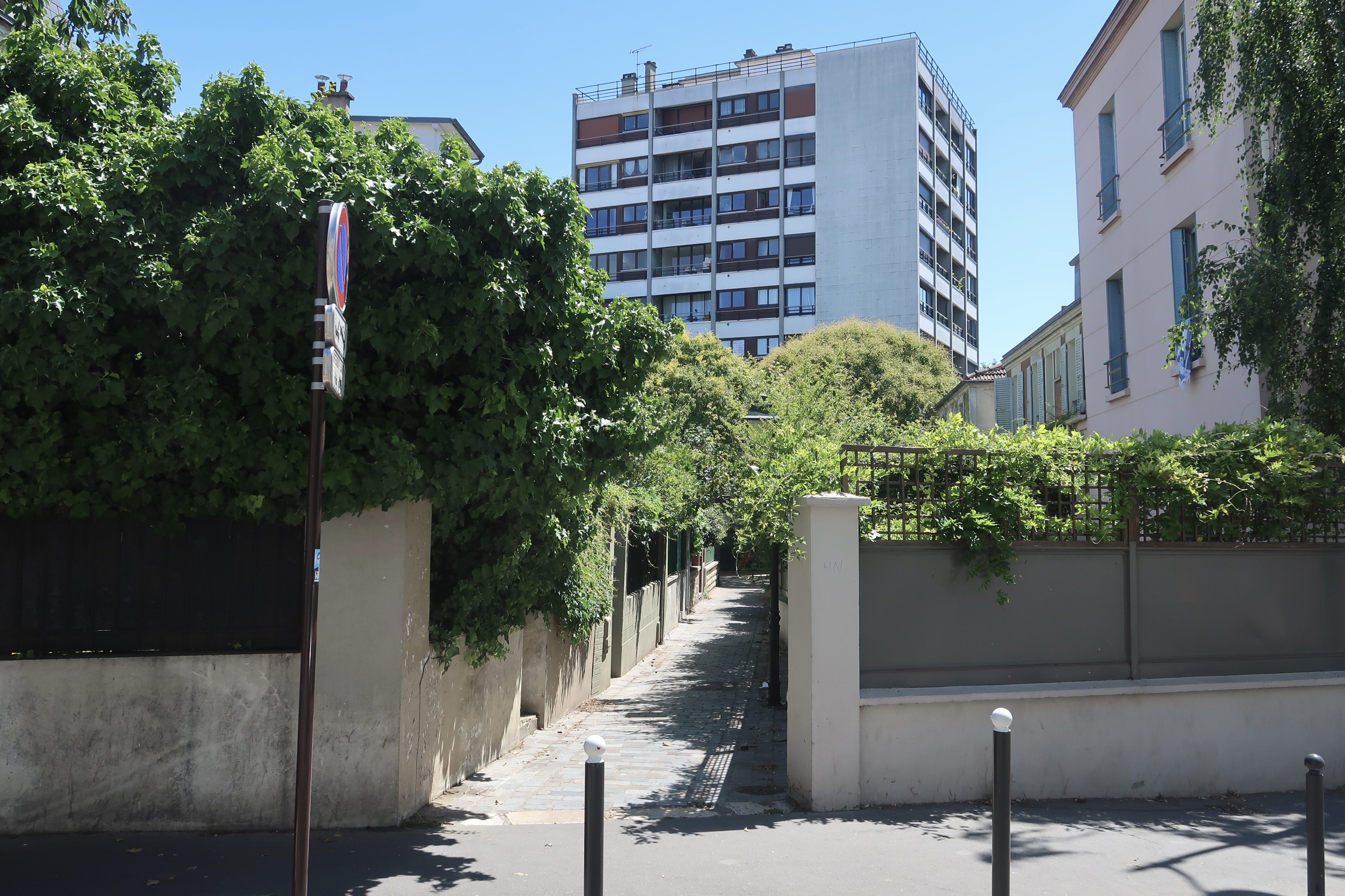
Vue depuis la rue de la Duée.
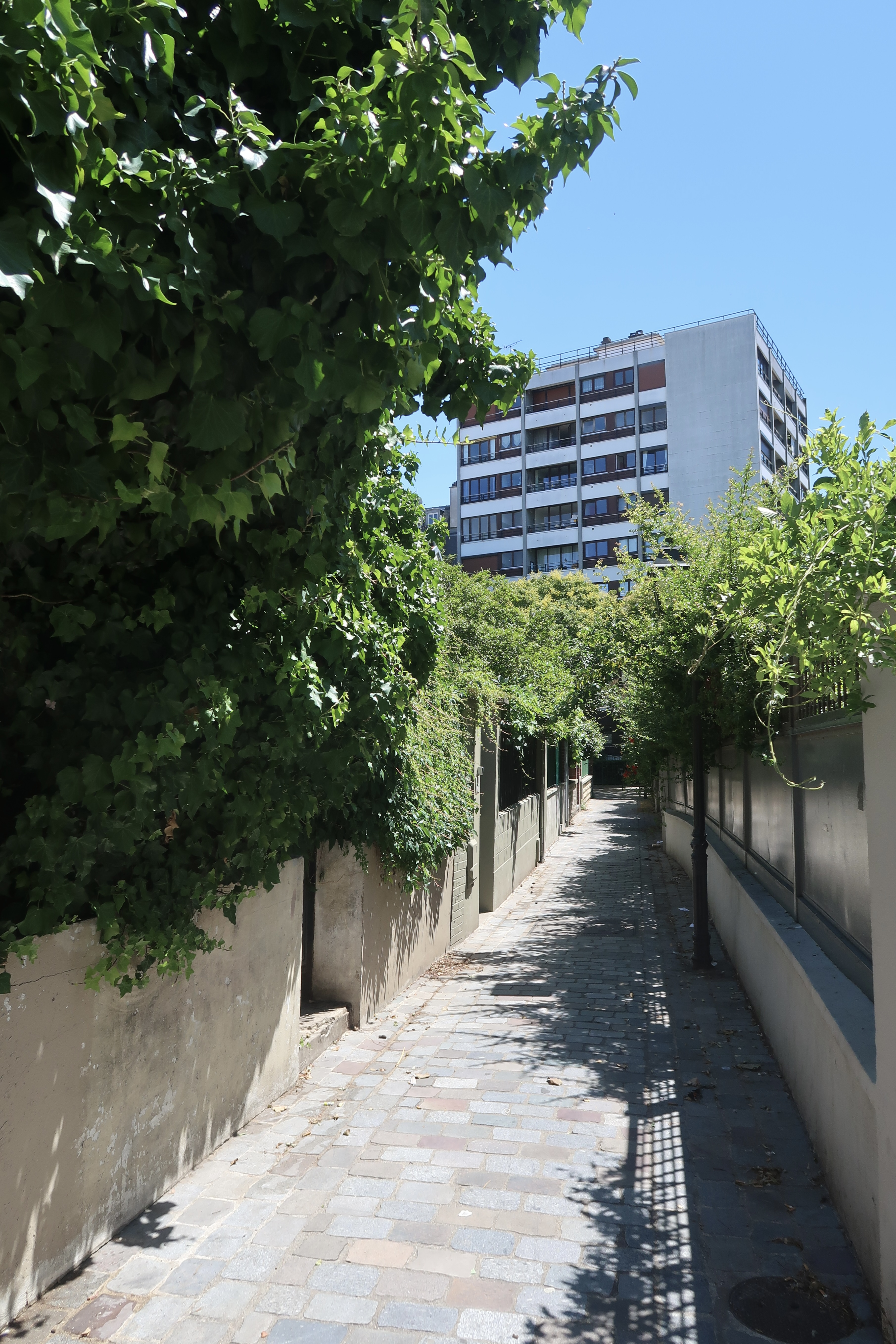
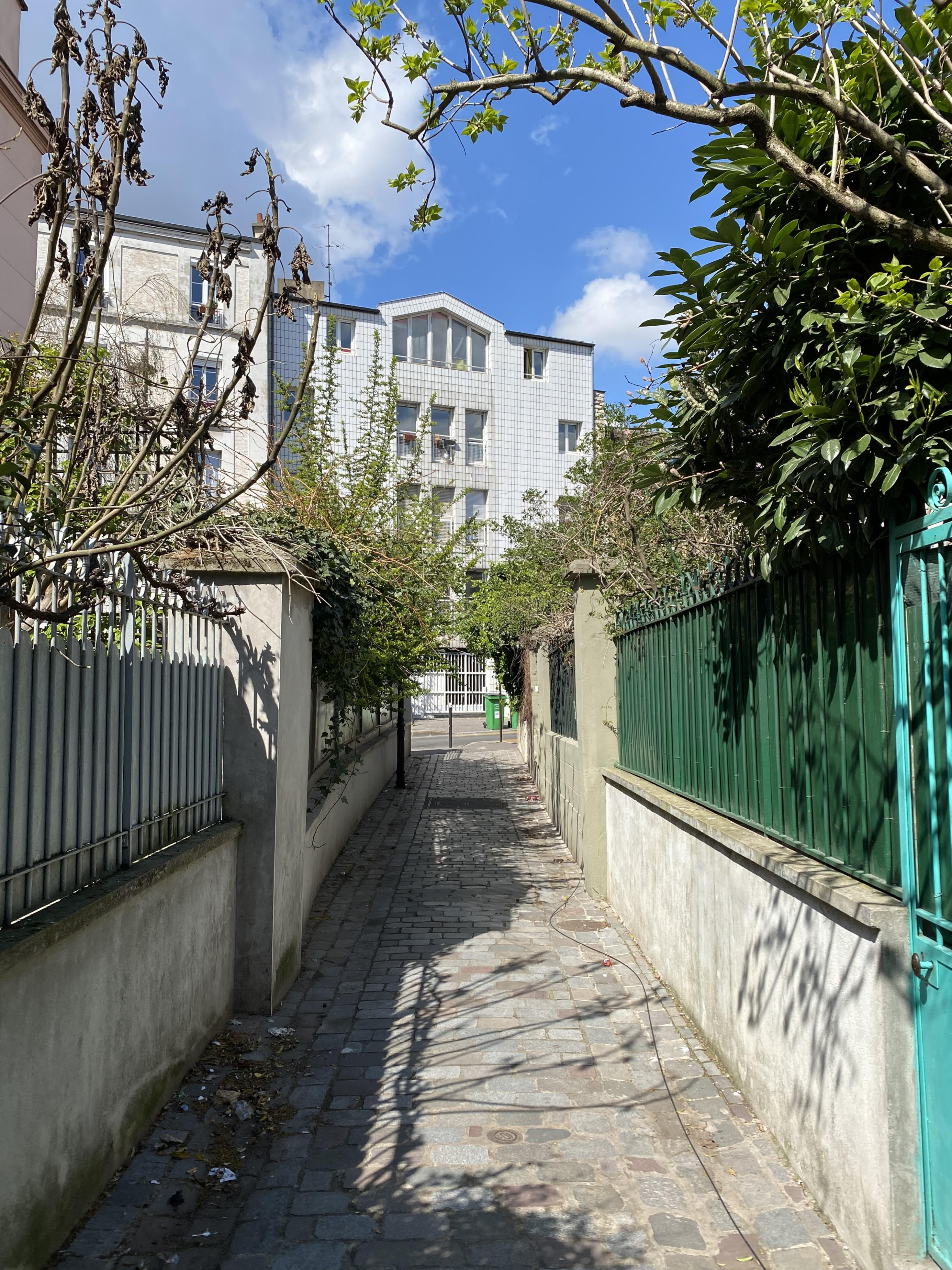
Vue depuis la rue Taclet.